# Чемпионат СССР по классической борьбе 1924
1-й Чемпионат СССР по классической борьбе проходил в Киеве с 25 по 30 декабря 1924 года. В соревнованиях принимал участие 41 спортсмен из трёх союзных республик: РСФСР, Украинской ССР, Белорусской ССР. Звание чемпиона разыгрывалось в пяти весовых категориях. Проводились две схватки по 20 минут.

## Медалисты
| Весовая категория | Золото                   | Серебро                | Бронза               |
| ----------------- | ------------------------ | ---------------------- | -------------------- |
| Легчайший вес     | Алексей Желнин Ленинград | Александр Сиротин Киев | В. Густов Москва     |
| Лёгкий вес        | Владимир Иванов Москва   | А. Фесенко Краснодар   | Скворцов Ленинград   |
| Средний вес       | Пётр Махницкий Киев      | М. Фомин Москва        | Новиков Ленинград    |
| Полутяжёлый вес   | Николай Сажко Киев       | Отто Мюллер Москва     | А. Гойхман Ленинград |
| Тяжёлый вес       | Дмитрий Горин Краснодар  | Радюк Харьков          | Н. Седзевич Гомель   |